# Rafael de Pinyana i Galvany
Rafael de Pinyana i Galvany, va ser paborde i canonge de Tortosa, va ser el cent catorzè president de la Generalitat de Catalunya, essent nomenat el 22 de juliol de 1695.
El seu pare, Josep de Pinyana de Tortosa, era mercader de Barcelona i jutge d'apel·lacions del Consolat de Mar i diputat reial. Rafael de Pinyana era ciutadà honrat de Barcelona i doctor en dret. Va assistir a les Corts de Barcelona (1701) i el 1703 formà part de la conferència de notables per desbloquejar el Tribunal de Contrafaccions per la suspensió de l'anterior diputat eclesiàstic, Antoni de Planella i de Cruïlles.
Les invasions franceses durant el trienni anterior pel nord de Catalunya, arriben fins a la porta de Barcelona. La primavera de 1697, Anglaterra signava la pau amb França, mentre que la monarquia espanyola mantenia l'enfrontament. Els francesos miren de pressionar a Carles II d'Espanya i assetjen Barcelona el 1697 i els diputats es traslladen a Vilafranca del Penedès. Rafael de Pinyana reclama poder convocar el sometent, però la desconfiança de Madrid pels fets de 1640, no ho permeten. La defensa va a càrrec del virrei Velasco i davant la seva poca eficàcia, els diputats plantejen un memorial de queixa al rei el mes de juliol. Finalment, Velasco és destituït el 8 d'agost i l'11 d'agost s'acaba formalment el setge de Barcelona amb els pactes d'entrega i la sortida de la guarnició el dia 15.